# 간서치열전
《간서치열전》은 KBS 2TV에서 2014년 10월 19일에 방영한 KBS 드라마 스페셜로, 네이버 TV캐스트에서 2014년 10월 13일부터 2014년 10월 19일까지 먼저 공개된 웹드라마이기도 하다.

## 방송 시간
| 구분     | 방송 기간                           | 방송 시간 |
| -------- | ----------------------------------- | --------- |
| KBS 2TV  | 2014년 10월 19일                    |           |
| TV캐스트 | 2014년 10월 13일 ~ 2014년 10월 19일 |           |

## 등장 인물

### 주요 인물
- 한주완 : 장수한 역
- 민지아 : 계월 역
- 정은우 : 이청준 역
- 최대철 : 이 도사 역
- 이대연 : 이이첨 역
- 길해연 : 수한의 친모 역
- 안수호 : 책쾌[1] 역
- 이상화
- 최남욱

### 특별출연
- 안내상 : 허균 역
- 임호 : 광해군 역

## 웹드라마 회차별 부제
| 회차 | 업로드 일자      | 부제                       | 런닝 타임 |
| ---- | ---------------- | -------------------------- | --------- |
| 1화  | 2014년 10월 13일 | 사라진 홍길동전            | 11:47     |
| 2화  | 2014년 10월 14일 | 범인은 사건현장에 돌아온다 | 10:04     |
| 3화  | 2014년 10월 15일 | 끝나지 않은 살인           | 11:17     |
| 4화  | 2014년 10월 16일 | 당신은.. 홍길동?           | 9:06      |
| 5화  | 2014년 10월 17일 | 돼지를 위해 늑대를 찾다    | 10:30     |
| 6화  | 2014년 10월 18일 | 벼랑                       | 5:14      |
| 7화  | 2014년 10월 19일 | 작자미상                   | 17:50     |